# M17 (protocole radio)
 (février 2022).
La mise en forme du texte ne suit pas les recommandations de Wikipédia : il faut le « wikifier ».
Les points d'amélioration suivants sont les cas les plus fréquents. Le détail des points à revoir est peut-être précisé sur la page de discussion.
- Les titres sont pré-formatés par le logiciel. Ils ne sont ni en capitales, ni en gras.
- Le texte ne doit pas être écrit en capitales (les noms de famille non plus), ni en gras, ni en italique, ni en « petit »…
- Le gras n'est utilisé que pour surligner le titre de l'article dans l'introduction, une seule fois.
- L'italique est rarement utilisé : mots en langue étrangère, titres d'œuvres, noms de bateaux, etc.
- Les citations ne sont pas en italique mais en corps de texte normal. Elles sont entourées par des guillemets français : « et ».
- Les listes à puces sont à éviter, des paragraphes rédigés étant largement préférés. Les tableaux sont à réserver à la présentation de données structurées (résultats, etc.).
- Les appels de note de bas de page (petits chiffres en exposant, introduits par l'outil «  Source ») sont à placer entre la fin de phrase et le point final[comme ça].
- Les liens internes (vers d'autres articles de Wikipédia) sont à choisir avec parcimonie. Créez des liens vers des articles approfondissant le sujet. Les termes génériques sans rapport avec le sujet sont à éviter, ainsi que les répétitions de liens vers un même terme.
- Les liens externes sont à placer uniquement dans une section « Liens externes », à la fin de l'article. Ces liens sont à choisir avec parcimonie suivant les règles définies. Si un lien sert de source à l'article, son insertion dans le texte est à faire par les notes de bas de page.
- La présentation des références doit suivre les conventions bibliographiques. Il est recommandé d'utiliser les modèles {{Ouvrage}}, {{Chapitre}}, {{Article}}, {{Lien web}} et/ou {{Bibliographie}}. Le mode d'édition visuel peut mettre en forme automatiquement les références.
- Insérer une infobox (cadre d'informations à droite) n'est pas obligatoire pour parachever la mise en page.

Pour une aide détaillée, merci de consulter Aide:Wikification.
Si vous pensez que ces points ont été résolus, vous pouvez retirer ce bandeau et améliorer la mise en forme d'un autre article.
Pour les articles homonymes, voir M17.

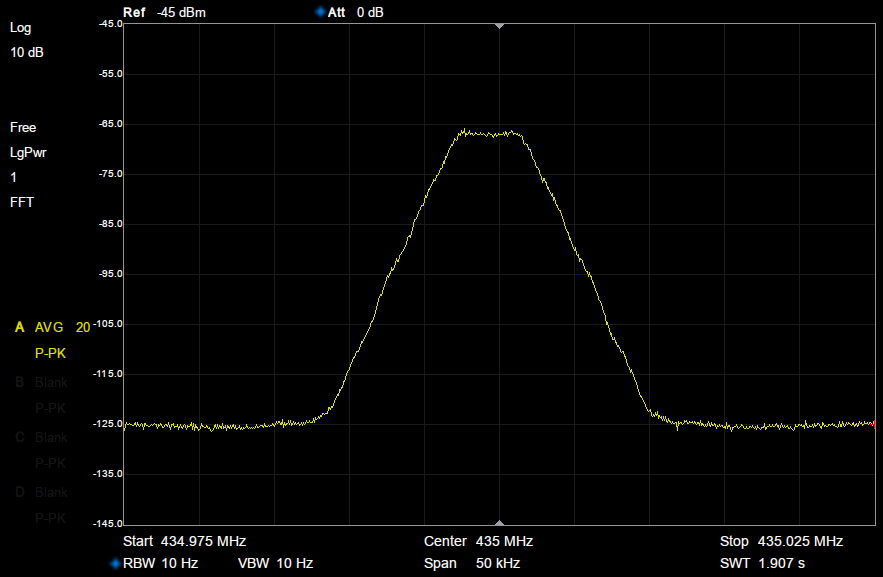
Spectre du protocole M17

M17 est un protocole radio numérique développé par Wojciech Kaczmarski  SP5WWP et al.,,,,,,.
M17 est conçu principalement pour permettre des communications vocales sur les bandes radioamateurs VHF et supérieures.

## Général

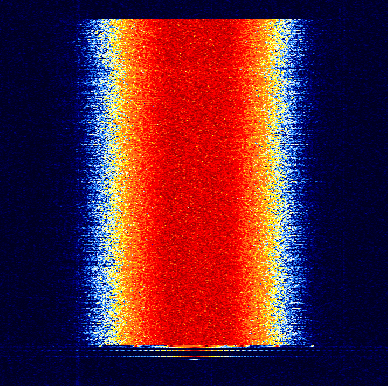
Spectrogramme du protocole M17

eu17 utilise 4800 symboles par seconde 4FSK avec un filtre de Nyquist à racine carrée appliqué sur le flux de bits. Les canaux sont de 9kHz de large, avec un espace inter-canaux de 12,5 kHz. Globalement le protocole offre un débit de 9600 bits par seconde, avec un débit effectif de 3200 bits/s. Le protocole offre un taux de transfert bas débit (au dessus de la voix), par exemple pour des données de géopositionnement GNSS. Il a été utilisé avec succès via les satellites géostationnaires EchoStar XXI et QO-100. M17 a reçu le prix d'innovation technique 2021 de l'ARRL (en). Il a aussi reçu un prix de la part de l'Amateur Radio Digital Communications. La spécification du protocole est sous licence GNU General Public License.

## Codage de la voix
M17 utilise Codec 2 (en) qui est un codec bas débit pour la voix développé par David Rowe VK5DGR et al.
Codec 2 (en) a été conçu pour être utilisé par les radioamateurs et les applications nécessitant une grande compression de la voix. Le protocole supporte les deux modes plein débit (full-rate) à 3200bits/s et mi-débit à 1600bits/s.

## Contrôle d'erreur
Trois méthodes sont utilisées pour la correction d'erreur, Code de Golay, Code convolutif (en) et Entrelas de bits pour les erreurs en rafale (en).
De plus, une opération ou exclusif est appliquée entre les bits de données et un flux de décorrélation pseudo-aléatoire. Ceci permet d'assurer un grand nombre de transitions de symboles dans la bande de base.

## Matériel compatible
Les récepteurs radio-portatifs TYT MD-380, MD-390 et MD-UV380 peuvent être re-flashés avec un firmware dédié, gratuit, et open source permettant le support de M17.

## Lien avec d'autres modes
Il existe des passerelles vers les systèmes DMR et System Fusion.

## M17 par IP
Des points d'accès et des répéteurs sont accessibles en IP via des réflecteurs. Il existe plus de 100 réflecteurs M17 mondialement en janvier 2022.